# پیس‌میکر (کمیک)
پیس‌میکر (انگلیسی: Peacemaker) یا صلح‌طلب عنوان چندین شخصیت خیالی ابرقهرمان است که در ابتدا به انتشارات چارلتون کامیکس متعلق بود و بعدها توسط دی‌سی کامیکس خریداری شد. اولین پیس‌میکر با نام کریستوفر اسمیت توسط نویسنده جو گیل و طراح پت بویت خلق شده‌است؛ و در شمارهٔ ۴۰ از فایتین فایو (نوامبر ۱۹۶۶) حضور پیدا کرد. او در بین نیروهای حمایتی از ابرقهرمانان است که خواستار صلح در جامعه هستند.
جان سینا در فیلم جوخه انتحار (۲۰۲۱) به کارگردانی جیمز گان وظیفه بازی در نقش تجسم شخصیت کریستوفر اسمیت از پیس‌میکر را بر عهده دارد. این اولین حضور رسمی این شخصیت در یک فیلم سینمایی محسوب می‌شود. او این نقش را بار دیگر در مینی‌سریال پیس‌میکر از شبکهٔ اچ‌بی‌او مکس ایفا کرد.